# Telefonseelsorge Deutschland

Logo der Telefonseelsorge Deutschland

Die Telefonseelsorge (alternative Schreibweisen: TelefonSeelsorge oder Telefon-Seelsorge) ist in Deutschland ein Seelsorgeangebot in Verantwortung der Evangelischen und der Katholischen Kirche, seit Januar 2022 des Dachverbands TelefonSeelsorge® Deutschland e. V. In ihm sind nicht nur die TelefonSeelsorge-Stellen, sondern auch deutschlandweit siebzehn sogenannte „Offene-Tür“-Stellen als Vor-Ort-Beratung vertreten. Sie ist telefonisch aus dem deutschen Festnetz und dem Mobilfunknetz rund um die Uhr unter den bundeseinheitlichen gebührenfreien Rufnummern 0800 1110111 und 0800 1110222 sowie 116123 erreichbar, außerdem im Internet per E-Mail und Chat über die zentrale Website der deutschen TelefonSeelsorge. Wie unter anderem auch der Krisendienst, bietet die Einrichtung Tag und Nacht ein telefonisches Gesprächsangebot für Menschen in Krisen an.

## Entwicklung in Deutschland
Drei Jahre nach der ersten Telefonseelsorge in London gab es dieses Angebot auch in Deutschland: Am 5. Oktober 1956 wurde in Berlin eine private Telefonnummer für Hilfesuchende veröffentlicht; daraus entstand die Telefonseelsorge Berlin. Es folgten 1957 Kassel, 1958 Düsseldorf und 1959 Hamburg. Zur besseren Koordinierung wurde die Telefonseelsorge bald bundesweit zusammengefasst, und am 6. Dezember 1960 kam es zur Gründung der Evangelischen Konferenz für Telefonseelsorge (EKTS). Heinrich-Hermann Ulrich wurde der erste Generalsekretär der EKTS. Am 22. September 1966 wurde die EKTS durch Beschluss der Diakonischen Konferenz als Fachverband des Diakonischen Werkes aufgenommen. Als Vorsitzender fungierte Otto Kehr, als Geschäftsführer H.-H. Ulrich.
Auf katholischer Seite erfolgten die ersten Gründungen von Telefonseelsorge-Stellen 1957 in Frankfurt und 1958 in Köln. Im Jahre 1965 entstand die Katholische Arbeitsgemeinschaft Telefonseelsorge und Offene Tür. Ökumenische Zusammenarbeit gab es vereinzelt schon auf Ortsebene, bis 1969 die Evangelisch-Katholische Kommission für Telefonseelsorge und Offene Tür eingerichtet wurde.
Am 16. September 2006 feierte die Telefonseelsorge Deutschland ihr 50-jähriges Bestehen. In Deutschland haben sich zwei Dachverbände der beiden Konfessionen entwickelt: die evangelische und die katholische Konferenz für Telefonseelsorge und Offene Tür, die in der gemeinsamen evangelisch-katholischen Kommission die Zusammenarbeit der 104 deutschen (davon 67 ökumenischen) Telefonseelsorge-Stellen koordiniert. Nach Angaben der Evangelischen Konferenz für Telefonseelsorge in Berlin nutzten im Jahr 2009 rund zwei Millionen Anrufer und Anruferinnen die Telefonseelsorge in Deutschland. Als Medium der Telefonseelsorge hat sich von 1984 bis 2016 die Fachzeitschrift Auf Draht etabliert, die 2017 in 24/7 Zeitschrift der TelefonSeelsorge Deutschland umbenannt wurde.
Als eine soziale Telefonseelsorge von zufällig ausgewählten, anonymen Gesprächspartner startete im Juni 2025 der Bereich ‚Sozial stärken und teilhaben‘ vom Malteser Hilfsdienst deutschlandweit das Plaudernetz unter der Rufnummer 0800 3301111. Hier können bei einer Anmeldung über die gleichnamige Plattform bei Bedarf anonym Personen angerufen werden, welche Gespräche mit den Anrufendem führen können. Durch die Deutsche Telekom wird diese Aktion in Form von Marketing sowie Übernahme der Verbindungskosten unterstützt.

## Grundsätze
- Anonymität: Niemand, der anruft, wird nach seinem Namen gefragt. Jeder kann anonym bleiben. Die Rufnummer der Anrufenden erscheint in keiner Anzeige. Das Telefonat ist gebührenfrei und hinterlässt keine Datenspur im Einzelverbindungsnachweis der Telefonrechnung. Auch die Telefonseelsorger bleiben anonym.
- Verschwiegenheit: Alle Mitarbeiter unterliegen der Schweigepflicht.
- Erreichbarkeit: Die Telefonseelsorge-Stellen sind Tag und Nacht bundesweit erreichbar, auch an Wochenenden und Feiertagen.
- Kompetenz: Die Mitarbeiter der Telefonseelsorge werden ausgewählt, ausgebildet, kontinuierlich weitergebildet und durch regelmäßige Supervision von Fachleuten begleitet.
- Offenheit: Die Telefonseelsorge ist offen für alle Problembereiche, für alle Anrufenden in ihrer jeweiligen Situation.
- Gebührenfreiheit: Für die Ratsuchenden entstehen keine Kosten. Die anfallenden Telefongebühren übernimmt die Deutsche Telekom als Partner der Telefonseelsorge. Im Internet fallen lediglich die eigenen Verbindungskosten der Ratsuchenden an.

## Seelsorge und Beratung im Internet
Auch im Internet hat die Telefonseelsorge Deutschland Pionierarbeit geleistet. Sie bietet neben Gesprächen am Telefon auch Seelsorge per E-Mail und Chat an. Schon 1995 waren die ersten Stellen der Telefonseelsorge im Internet vertreten, somit gehört die Telefonseelsorge zum ältesten Beratungsdienst im deutschsprachigen Internet. Mit über 300 Internetberatern in rund 35 Stellen stellt die Telefonseelsorge auch im Internet eine zentrale Anlaufstelle für Menschen mit Problemen und in Krisen dar. So werden nun auch Ratsuchende erreicht, die nach ihren eigenen Angaben nicht anrufen würden, weil es eine zu große Hürde darstellt, die eigene Stimme beim Besprechen der Probleme zu nutzen. Das Internet erleichtert somit den Zugang zu dieser Hilfseinrichtung noch mehr als zuvor das Telefon.

## Ehrenamtliche Mitarbeit
Das telefonische Seelsorgeangebot ist als 24-Stunden-Dienst nur durch die Mitarbeit von deutschlandweit über 8000 Ehrenamtlichen möglich. Durch deren Engagement gelingt es der Telefonseelsorge bereits seit einigen Jahrzehnten, rund um die Uhr an allen Tagen des Jahres für Gespräche zur Verfügung zu stehen. Die Ehrenamtlichen erklären sich zu Beginn der Ausbildung bereit, nach ihrer Ausbildung eine Mindestzahl von (meist zwei) Jahren mitzuarbeiten. Die größte Zahl der Freiwilligen bleibt jedoch weit länger im Dienst. In manchen Stellen gibt es Ehrenamtliche, die 40 Jahre und länger dabei sind. Über 300 Mitarbeiter arbeiten neben dem Telefondienst auch noch im Internet mit.

## Organisation in Deutschland
Die älteste deutsche Einrichtung dieser Art, die Telefonseelsorge Berlin, ist kirchlich ungebunden und muss sich als eingetragener Verein größtenteils über private Spenden finanzieren. Ansonsten wird die Telefonseelsorge in Deutschland grundsätzlich von der evangelischen und der katholischen Kirche getragen. Dies geschieht derzeit bei 105 selbständigen Telefonseelsorge-Stellen mit über 8.000 ehrenamtlichen und etwa 350 hauptamtlichen Mitarbeitern.
Grundsätzlich ist die Telefonseelsorge deutschlandweit mit folgenden Rufnummern rund um die Uhr erreichbar:
- 0800 1110111[7][8] – evangelische Telefonseelsorge[9]
- 0800 1110222[7][8] – katholische Telefonseelsorge[9]
- 116123 Rufnummer für telefonische Betreuungsdienste

Rechtlich sind die Stellen unterschiedlich konzipiert. Zum Teil sind die Telefonseelsorge-Stellen der Kirchen Dienststellen von Landeskirchen oder Diözesen, die selbst Körperschaften des öffentlichen Rechts sind. Häufig werden sie in der Form eines eingetragenen Vereins (e. V.) geführt. Als Träger fungieren insgesamt unterschiedliche Rechtsträger: Landeskirchen, Diözesen, Dekanate, Kirchenkreise vereinzelt auch Verbände der Diakonie und Caritas. Finanziert wird die Telefonseelsorge überwiegend aus Mitteln der Kirchensteuer. Hinzu kommen Spenden und vereinzelt in wenigen Stellen staatliche Zuschüsse.
In Deutschland gibt es zwei Dachverbände der Telefonseelsorge entsprechend den beiden Konfessionen: Die Evangelische und die Katholische Konferenz für Telefonseelsorge und Offene Tür. Beide zusammen bilden die Evangelisch-katholische Kommission für Telefonseelsorge und Offene Tür. Dieses Gremium entscheidet unter anderem, welche Stellen im Verbund der Telefonseelsorge mitarbeiten, die gebührenfreien Telefonnummern in ihrem Einzugsbereich und den Namen mit der dort bevorzugten Eigenschreibweise „TelefonSeelsorge“ nutzen dürfen. Der Name Telefonseelsorge ist seit dem 26. März 1999 beim Deutschen Patent- und Markenamt in der Gruppe 45 („Angebot der Gesprächsbereitschaft und Beratung bei Lebensproblemen, vornehmlich auf fernmündlichem Weg“) als Wortmarke geschützt.
Mit Stand 2020 wird die Trennung der Rufnummern in die zwei christlichen Konfessionen in den meisten Gebieten Deutschlands nicht mehr durchgeführt; nur in München kommt es beispielsweise darauf an, bei welcher Nummer man anruft.
Die TelefonSeelsorge Deutschland gehört zum Internationalen Verband für TelefonSeelsorge (IFOTES) mit Sitz in Genf.

## Qualitätssicherung
Sowohl die technischen Bedingungen als auch das Anrufverhalten von Menschen und ihre Probleme verändern sich im Laufe der Zeit. Um die Qualität der Arbeit zu gewährleisten, muss somit eine ständige Auseinandersetzung mit den Fragen der Zeit stattfinden. Dies findet auf Verbandsebene unter anderem durch internationale oder nationale Kongresse, Weiterbildungen und Fachtagungen der Mitarbeiter statt. In den Stellen vor Ort oder bei regionalen und überregionalen Treffen werden hauptamtliche und ehrenamtliche Mitarbeiter regelmäßig weitergebildet und supervidiert. Darüber hinaus gibt es nationale und internationale Standards zur Auswahl, Aus- und Weiterbildung sowie Supervision der Mitarbeiter.

## Anonymität und Datenschutz
Seit der Digitalisierung des Telefonnetzes setzen sich die Verantwortlichen der Telefonseelsorge Deutschland aktiv mit den Fragen des Datenschutzes auseinander, um für die Anonymität und Sicherheit der Ratsuchenden wirksam eintreten zu können. So stellen der mögliche Einzelverbindungsnachweis und das Internet große Herausforderungen für eine anonyme Beratung dar. Auch auf politischer Ebene hat sich die Telefonseelsorge diesbezüglich mit Erfolg eingesetzt. Mittlerweile wird der anonyme und unbeobachtbare Zugang zum telefonischen Beratungsangebot sogar durch ein Bundesgesetz (§ 176 Abs. 6 TKG, § 11 Abs. 5 TTDSG) gewährleistet. Darüber hinaus hat die Telefonseelsorge aber auch bei der Onlineberatung ein umfassendes Sicherheitskonzept realisiert und das Sewecom-Projekt für sichere Internetkommunikation mit initiiert. Die staatlichen Gesetze von Bund und Ländern gelten bei der Telefonseelsorge nicht unmittelbar, da dieser Bereich von den Kirchen eigens geregelt wird (kirchlicher Datenschutz). Zuständig sind somit die Datenschutzbeauftragten der örtlichen kirchlichen Träger.

## Persönliche Beratung vor Ort, „Offene Türen“
Seelsorge per Telefon oder per Mail und Chat hat ihre medial bedingten Begrenzungen. Nach einem Gespräch mit einer Telefonseelsorgerin kann es sinnvoll sein, sich darüber hinaus persönlich zu einem Beratungsgespräch zu treffen und vielleicht sogar eine Zeitlang bei Veränderungsprozessen qualifiziert begleitet zu werden. In einigen Telefonseelsorge-Stellen gibt es eine solche Möglichkeit für eine persönliche Beratung.
In manchen deutschen Städten ist es außerdem möglich, das Beratungsangebot der „Offenen Türen“ zu nutzen. Das sind Beratungseinrichtungen, die eng mit der Telefonseelsorge zusammenarbeiten oder direkt einer Stelle angegliedert sind. Sie bieten im unmittelbaren Kontakt Beratung, Krisenbegleitung und Seelsorge für Menschen in seelischen, religiösen und sozialen Nöten. Ebenso wie bei den anderen Angeboten der Telefonseelsorge werden die Gespräche absolut vertraulich behandelt und auch hier besteht die Möglichkeit, bezüglich des eigenen Namens anonym zu bleiben.

## Ausbildung der Ehrenamtlichen
Die Ausbildung zur ehrenamtlichen Telefonseelsorgerin findet in den Stellen vor Ort entsprechend den Rahmenrichtlinien der Dachverbände statt. Vor der Ausbildung wird ein Auswahlverfahren durchgeführt, das Einzelgespräche und Gruppenverfahren enthalten kann. Die Ausbildung dauert in der Regel zwölf bis 18 Monate und beinhaltet Selbsterfahrung als Auseinandersetzung mit den eigenen Problemen und Lebensthemen und befasst sich mit Gesprächsführung in einem helfenden Gespräch. Die fachlichen Schwerpunkte (tiefenpsychologisch, gestalttherapeutisch, systemisch usw.) können in den einzelnen Stellen differieren. Fachliche Basis der Ausbildung ist dabei insgesamt die klientenzentrierte Gesprächsführung nach Carl Rogers und die darin formulierte förderliche Grundhaltung für ein helfendes Gespräch. Die fachlich fundierte Ausbildung in Gesprächsführung und die supervisorische Begleitung und Weiterbildung macht die Tätigkeit bei der Telefonseelsorge für viele Menschen interessant. Jährlich werden von der Telefonseelsorge ca. 1000 Menschen zu Telefonseelsorgern neu ausgebildet.

## Philatelistisches
Mit dem Erstausgabetag 2. September 2021 gab die Deutsche Post AG anlässlich der Einrichtung der Telefonseelsorge vor 65 Jahren in Deutschland ein Sonderpostwertzeichen zu je 0,80 € im 10er-Bogen heraus, geeignet für die Frankierung von Standardbriefen bis 20 g. Das Motiv für die Gestaltung der Briefmarke sind die Telefonnummer und die Internetadresse der Telefonseelsorge. Der Entwurf stammt von der Grafikerin Elisabeth Hau aus Nürnberg.